# Bono Šarić
Fra Bono (Bonaventura) Šarić-Drežnjak (Sarić) (Drežnica, 25. ožujka 1848. – Humac, 11. lipnja 1910.), hrvatski katolički svećenik i ustanički vođa

## Životopis
Rodio se je u Drežnici, od oca Šimuna i majke r. Jurić. Bio je bolježljivo dijete, pa su roditelji dali zavjet da će ga dati u fratre ako prizdravi. Učio je čitati i pisati kod svoga ujaka fra Bone Jurića, župnika u Vidošima. Pri učenju pomogao mu je i fra Franjo Grahovac. 1865. je u Fojnici ušao u novicijat. Uzeo je redovničko ime Bonaventura (Bono). Jednostavne zavjete položio je 9. ožujka 1865., a svečane zavjete u Fojnici 5. kolovoza 1869. godine. Bogoslovlje studirao u Đakovu i Gučoj Gori. Zaredio se je za svećenika 9. ožujka 1873., a mladu misu rekao isti dan. Od 1872. do 1876. bio je zamjenik fra Pavla Vukadina u Uzdolu. Djelovao u ramsko-livanjskom kraju. Bio kapelan i učitelj u Bugojnu i Rami te kao kapelan u Čukliću kod fra Mije Marjanovića.
Jednom je s još četvoricom klerika medu kojima bijaše i fra Stjepan Krešić iz Livna došao fra Anti Kneževiću i zamolili su ga neka ih pusti u domovinu i da pripravljaju ustanak. "Đakovački pokret" je toj skupini franjevaca usadio klicu i bili su oni koji su poveli ili sudjelovali u ustanku u Bosni 1875. i 1876. godine.
Zato što je ubijen fra Lovro Karaula, planuo je ustanak katolika u livanjskom kraju 20. srpnja 1875. koji je organizirao fra Stjepan Krešić. Kad je čuo da je i on na popisu za smaknuće otišao je u ustanike.
Rujna 1875. otišao je među eškije u Kamešnicu.  Fra Stjepan Krešić i fra Bonaventura Šarić-Drženjak i organizirali su livanjsko-prološku ustaničku četu koja je tri godine kontrolirala planinske predjele Livna, Glamoča, Grahova i Kupresa. U Šarićevoj četi bilo je oko 400 ljudi. Ustanici su ga izabrale za vojvodu. S ustanicima je proveo tri godine u svim uvjetima. Utječući na oslobođenje kršćana, od osmanske vlasti, vratio se u Hercegovinu. Primirje Rusije i Turske nije zadovoljilo ustanike te su organizirali svoju vladu i proglasili se neovisnim.
Nakon što je Austro-Ugarska zaposjela BiH, ustanici su položili oružje, fra Bonaventuru su uhitili i deportirali u Austriju u zatvor. Bosanski franjevci su se angažirali i zahvaljujući tome je oslobođen. Poslije oslobađanja je odmah otišao u Rim zatražiti odrješenje od kazni zbog ratovanja pa se vratio potom u Bosnu. Po prispijeću u Bosnu, napustio je svoju bosansku franjevačku provinciju i prešao u hercegovačku kostodiju 1884. godine.
U Hercegovini je šest godina bio župnik u Viru, gdje je dao sagraditi crkvu i posvetio ju je sv. Jurju. Izabrao je tog sveca, jer je ubio aždaju, kao trajnu poruku svoga vremena. Župnik župe sv. Jure u Viru bio je od 1885. do 1893. godine. Poslije tri godine (1895. – 1898.) bio je župnik u Drežnici, a župnikovao je i u Šujici, Rošku Polju, Bukovici, a kao kapelan bio je na Širokom Brijegu, Gradnićima, Humcu, Županjcu i Čerinu.
Najstarijem muzeju u Bosni i Hercegovini u ostavštinu je od svog vojvodstva dao crnogorsku kapu, zarobljenu sablju, bisage, kožnu torbu i očenaše. Umro je na Humcu 11. lipnja 1910. godine.

## Vanjske poveznice
- Andrija Nikić: Ustanak u livanjskom kraju 1875.-1878. i fra Bono Šarić, Franjevačka knjižnica i arhiv, 2000., Google Knjige